# Myospila piliungulis
Myospila piliungulis är en tvåvingeart som beskrevs av Xue och Yang 1998. Myospila piliungulis ingår i släktet Myospila och familjen husflugor.
Artens utbredningsområde är Zhejiang (Kina). Inga underarter finns listade i Catalogue of Life.